# Tomasz Gromadzki
Tomasz Kamil Gromadzki znany jako „Zadyma” (ur. 8 stycznia 1990 w Katowicach) – polski bokser, kick-bokser, karateka oraz przedsiębiorca pogrzebowy. Zwycięzca Pucharu Polski juniorów, mistrz Grand Prix Pucharu Polski, zdobywca Złotej Rękawicy, zawodowy Mistrz Polski w boksie w kategorii półciężkiej, brązowy medalista Mistrzostw Polski w boksie (2024), wielokrotny medalista mistrzostw Polski w kick-boxingu formuły K-1 oraz zawodowy mistrz Polski w formule low kick, także multimedalista mistrzostw Polski w karate, wicemistrz Pucharu Europy Full Contact.

## Kariera w kick-boxingu i boksie
W wieku 13 lat zaczął trenować karate, później zainteresował się boksem, a następnie zaczął trenować również kick-boxing.
W 2013 roku zadebiutował w zawodowym K-1, przegrywając po wyrównanej walce z ówczesnym mistrzem świata Wojciechem Kosowskim.
W kolejnych walkach zwyciężał m.in. z Bartłomiejem Mięciukiem, Andrzejem Grzegorczykiem i Piotrem Sokołem. Pokonał też znanych z organizacji FEN – Janu Malkriado Cruza z Portugalii i Pavla Oboznego z Białorusi.
12 września 2020 po krwawej walce w Rudzie Śląskiej, zdobył tytuł mistrza Polski w wadze półciężkiej, pokonując decyzją niejednogłośną (SD) Remigiusza Woza.
17 września 2022 na gali Tymex Boxing Night 22 w Radomsku przegrał jednogłośną decyzją (97:91) z Robertem Parzęczewskim.
9 grudnia 2023 zawalczył z Marcinem Wrzoskiem w ramach gali Fame: Reborn. Przegrał przez jednogłośną decyzję sędziów.
Podczas lutowej gali Silesian MMA 20 & MMA Attack 5 & WIP 10 w Będzin Arenie, stoczył pojedynek na zasadach boksu w rękawicach do MMA. Jego przeciwnikiem był zawodnik MMA, Paweł Hadaś. Zwyciężył przez techniczny nokaut w pierwszej rundzie.

## Kariera boksu na gołe pięści
6 czerwca 2020 na gali Gromda 1 zadebiutował w formule boksu na gołe pięści, gdzie w pierwszej walce pokonał w ostatniej nielimitowanej piątej rundzie Wiktora „Wicia” Szadkowskiego przez TKO. Walka była tzw. Superfightem. Dwie gale później wygrał ponownie przez techniczny nokaut, tym razem eliminując Rafał „Łazara” Łazarka w drugiej rundzie, po tym jak ten został poddany przez swój narożnik.
26 lutego 2021 zwyciężył drugi turniej podczas gali Gromda 4: Miasto Grzechu, pokonując kolejno – Dominika „Domino” Machlika, Daniela „Huntera” Więcławskiego oraz w finale Pawła „Byka” Strzelczyka.
17 września 2021 na Gromda 6: Zadyma vs. Vasyl stoczył finałowy pojedynek z Ukraińcem, Wasylem „Vasylem” Hałyczem. Walkę przegrał przez TKO w piątej rundzie, po tym jak lekarz nie dopuścił go do kontynuowania ostatniej nielimitowanej rundy, w związku z odniesionymi obrażeniami.

## Kariera MMA
12 kwietnia 2023 roku wystąpił po raz pierwszy na konferencji prasowej promującą 18 numerowaną galę federacji typu freak fight – Fame MMA. Podczas tego wydarzenia Gromadzki zadebiutował w mieszanych sztukach walki (MMA), gdzie zmierzył się w walce z Alanem Kwiecińskim. Zwyciężył przez niejednogłośną decyzję sędziów.
19 czerwca 2023 została ogłoszona jego druga walka MMA z Piotrem Tyburskim, w ramach pierwszej gali nowego projektu Fame MMA – Fame Friday Arena. Wydarzenie odbyło się 21 lipca 2023. Po trzech rundach sędziowie większościową decyzją wskazali remis. Do rewanżu zawodników doszło 2 września 2023 podczas gali Fame 19. Niespodziewanie walka zakończyła się przez kontuzję Tyburskiego już w pierwszej rundzie, który po źle wyprowadzonym niskim kopnięciu w stronę Gromadzkiego doznał urazu nogi. W rezultacie przez niezdolność rywala do kontynuowania walki „Zadyma” zwyciężył pojedynek przez techniczny nokaut. Do tzw. trylogii zawodników doszło 31 sierpnia 2024 na warszawskim stadionie PGE Narodowym podczas gali Fame 22: Ultimate. Tym razem już trzecie starcie zawodników było ćwierćfinałową walką turniejową w tzw. klatce rzymskiej (3m x 3m). Tyburski zrewanżował się Gromadzkiemu, pokonując go po jednej rundzie przez jednogłośną decyzję sędziowską.

## Osiągnięcia

### Boks
- 2008: Mistrz Pucharu Polski Juniorów 2008 Wicemistrz Śląska
- 2009: Mistrz Międzynarodowego Turnieju  o „Puchar Prezydenta Miasta Katowice”
- 2010: Wicemistrz Międzynarodowego Turnieju  o „Puchar Prezydenta Miasta Katowice”
- 2011: Wicemistrz Międzynarodowego Turnieju  o „Puchar Prezydenta Miasta Katowice”
- 2011: Wicemistrz Grand Prix Pucharu Polski
- 2012: podwójny brązowy medalista  Grand Prix Pucharu Polski
- 2012: Pierwsze miejsce i najlepszy senior Turnieju o XXXII MTB „o złotą rękawice Wisły”
- Reprezentant Śląska w Euro Lidze oraz uczestnik i medalista wielu turniejów międzynarodowych
- 2013: Mistrz grand prix pucharu polski seniorów i najlepszy technik
- 2015: Wicemistrz Śląska
- 2020: Zawodowy Mistrz Polski w wadze półciężkiej PUB[29]
- 2024: Brązowy medalista Mistrzostw Polski Seniorów w boksie

### Boks na gołe pięści
- 2021: Zwycięzca drugiej części turnieju Gromda nr II

### Kick-boxing
- 2012: Młodzieżowy mistrz polski Kickboxing na zasadach K-1
- 2012: Mistrz pucharu polski Kickboxing  i najlepszy zawodnik turnieju na zasadach K-1
- 2012: Mistrz śląska Kickboxing  i najlepszy zawodnik turnieju na zasadach K-1
- 2012: Brązowy medalista mistrzostw polski seniorów Kickboxing na zasadach K-1
- 2012: Brązowy medalista mistrzostw polski seniorów Kickboxing na zasadach „Low-kick”
- 2012: Brązowy medalista mistrzostw polski seniorów Thai-Kickboxing  Oriental rules (Muay Thai)
- 2013: Brązowy medalista mistrzostw polski seniorów Kickboxing na zasadach „Low-kick”
- 2013: Wicemistrz Pucharu polski seniorów Kickboxing na zasadach „Low-kick”
- 2013: Brązowy medalista mistrzostw polski seniorów Kickboxing na zasadach K-1
- 2013: Zdobywca Pasa Zawodowego mistrza polski Kickboxing „Low-Kick”
- 2014: Wicemistrz Pucharu Polski seniorów Kickboxing „Low-Kick”

### Karate
- 2004: brązowy medalista mistrzostw Śląska Oyama Karate
- 2005: Międzynarodowy mistrz polski Oyama Karate
- 2006: Wicemistrz polski Oyama karate
- 2007: Mistrz polski Oyama karate
- 2008: Mistrz polski Oyama karate
- 2008: Mistrz polski Full Contact Karate na zasadach K-1
- 2008: Wicemistrz pucharu Europy Full Contact na zasadach K-1 wyróżniony wśród najlepszych zawodników w Polsce w Full Contact
- 2009: Mistrz polski Full Contact Karate na zasadach K-1
- 2010: Mistrz polski Full Contact Karate na zasadach K-1

## Lista zawodowych walk w kick-boxingu
| Wynik     | Bilans | Przeciwnik (bilans przed walką) | Rozstrzygnięcie         | Runda | Czas | Rozgrywki                                          | Data       | Miejsce   | Uwagi                                                                                  |
| --------- | ------ | ------------------------------- | ----------------------- | ----- | ---- | -------------------------------------------------- | ---------- | --------- | -------------------------------------------------------------------------------------- |
| Przegrana | 5-5    | Marcin Wrzosek (2-1)            | Decyzja (jednogłośna)   | 3     | 3:00 | Fame: Reborn                                       | 09.12.2023 | Łódź      | Limit umowny -80 kg w małych rękawicach do MMA.                                        |
| Przegrana | 5-4    | Paweł Biszczak (23-3)           | Decyzja (jednogłośna)   | 4     | 3:00 | FEN 14: Silesian Rage                              | 15.10.2016 | Katowice  | 77 kg. Zasady K-1. Dodatkowa runda dogrywkowa. Bonus za walkę wieczoru.                |
| Przegrana | 5-3    | Pavel Obozny                    | Decyzja (większościowa) | 3     | 3:00 | MMA Fight Night 4: Marena Spa                      | 19.12.2015 | Kołczewo  | 77 kg. Zasady K-1                                                                      |
| Wygrana   | 5-2    | Bartłomiej Mięciuk (5-0)        | Decyzja (jednogłośna)   | 3     | 3:00 | MMA Fight Night III: Area Technology.              | 23.10.2015 | Kołobrzeg | 77 kg. Zasady K-1                                                                      |
| Wygrana   | 4-2    | Władimir Danczyn                | KO (kopnięcie na głowę) | 2     | 0:44 | Night of Heroes 2                                  | 06.09.2015 | Mysłowice | 77 kg. Zasady K-1                                                                      |
| Wygrana   | 3-2    | Janu Malkriado Cruza            | TKO (kontuzja)          | 3     | 0:30 | Mercedes-Benz Frączak Boxing Night                 | 03.07.2015 | Leszno    | 77 kg. Zasady K-1                                                                      |
| Wygrana   | 2-2    | Andrzej Grzegorczyk             | Decyzja (jednogłośna)   | 3     | 3:00 | Battle of Warriors 2                               | 11.04.2014 | Kraków    | 75 kg. Zasady K-1                                                                      |
| Przegrana | 1-2    | ?                               | ?                       | ?     | ?    | ?                                                  | ?          | ?         | ?                                                                                      |
| Wygrana   | 1-1    | Piotr Sokół                     | Decyzja (jednogłośna)   | 3     | 3:00 | Otwarty Puchar Polski Low Kick Seniorów i Seniorek | 16.11.2013 | Katowice  | Zdobył pas Zawodowego mistrza Polski ,,Low-Kick” na zasadach K-1 w kategorii do 75 kg. |
| Przegrana | 0-1    | Wojciech Kosowski               | Decyzja (jednogłośna)   | 3     | 3:00 | The Gladiators K-1 Rules                           | 29.06.2013 | Wrocław   | 75 kg. Zasady K-1                                                                      |

## Lista zawodowych walk w boksie
| Wynik     | Bilans | Przeciwnik (bilans przed walką) | Rozstrzygnięcie | Runda i czas | Data       | Miejsce          | Uwagi                                            |
| --------- | ------ | ------------------------------- | --------------- | ------------ | ---------- | ---------------- | ------------------------------------------------ |
| Przegrana | 12-5-1 | Robert Parzęczewski (28-2)      | UD              | 10/10        | 17.09.2022 | Radomsko         | Main Event                                       |
| Wygrana   | 12-4-1 | Adam Koprowski (4-3-2)          | UD              | 6/6          | 22.04.2022 | Bytom            |                                                  |
| Wygrana   | 11-4-1 | Remigiusz Woz (12-4-1)          | SD              | 10/10        | 12.09.2020 | Ruda Śląska      | Zdobył tytuł mistrza Polski w wadze półciężkiej. |
| Przegrana | 10-4-1 | Stanisław Gibadło (3-0)         | SD              | 6/6          | 10.07.2020 | Pionki           |                                                  |
| Przegrana | 10-3-1 | Sebastian Ślusarczyk (5-0)      | TKO             | 4/6, 2:12    | 04.10.2019 | Częstochowa      |                                                  |
| Wygrana   | 10-2-1 | Wojciech Wierzbicki (0-1)       | MD              | 6/6          | 25.05.2019 | Jelenia Góra     |                                                  |
| Przegrana | 9-2-1  | Mateusz Rzadkosz (9-0-1)        | MD              | 8/8          | 06.04.2019 | Katowice         |                                                  |
| Wygrana   | 9-1-1  | Tomasz Garguła (18-12-1)        | TKO             | 3/6, 1:04    | 27.10.2018 | Zabrze           |                                                  |
| Wygrana   | 8-1-1  | Uładzimir Charkiewicz (3-14-1)  | UD              | 6/6          | 21.09.2018 | Jastrzębie-Zdrój |                                                  |
| Wygrana   | 7-1-1  | Mariusz Runowski (4-2)          | KO              | 4/6, 2:50    | 19.05.2018 | Nadarzyn         |                                                  |
| Wygrana   | 6-1-1  | Wojciech Wierzbicki (0-0)       | UD              | 6/6          | 24.02.2018 | Zgorzelec        |                                                  |
| Przegrana | 5-1-1  | Mateusz Rzadkosz (5-0-1)        | TKO             | 5/8, 2:14    | 18.11.2017 | Częstochowa      |                                                  |
| Wygrana   | 5-0-1  | Siergiej Szewczuk (1-5-1)       | UD              | 4/4          | 01.10.2017 | Katowice         |                                                  |
| Wygrana   | 4-0-1  | Eryk Cieślowski (2-4)           | MD              | 6/6          | 13.05.2017 | Częstochowa      |                                                  |
| Wygrana   | 3-0-1  | Paweł Rumiński (2-0)            | UD              | 6/6          | 04.03.2017 | Dzierżoniów      |                                                  |
| Wygrana   | 2-0-1  | Mariusz Runowski (4-0)          | PTS             | 6/6          | 18.06.2016 | Szydłowiec       |                                                  |
| Remis     | 1-0-1  | Mateusz Rzadkosz (2-0)          | MD              | 6/6          | 27.02.2016 | Radom            |                                                  |
| Wygrana   | 1-0    | Mateusz Bobryński (0-1)         | TKO             | 1/4, 1:41    | 14.11.2015 | Tczew            |                                                  |

Legenda: TKO – techniczny nokaut, KO – nokaut, UD – jednogłośna decyzja, SD – niejednogłośna decyzja, MD – decyzja większości, PTS – walka zakończona na punkty, RTD – techniczna decyzja sędziów, DQ – dyskwalifikacja

## Lista walk w boksie w rękawicach do MMA
| Wynik   | Bilans | Przeciwnik (bilans przed walką) | Rozstrzygnięcie                | Runda | Czas | Rozgrywki                               | Data       | Miejsce | Uwagi                                        |
| ------- | ------ | ------------------------------- | ------------------------------ | ----- | ---- | --------------------------------------- | ---------- | ------- | -------------------------------------------- |
| Wygrana | 1-0    | Paweł Hadaś (0-0)               | TKO (przerwanie przez lekarza) | 1     | 3:00 | Silesian MMA 20 & MMA Attack 5 & WIP 10 | 01.02.2025 | Będzin  | W oktagonie. W rękawicach do MMA. Main Event |

## Lista walk w boksie na gołe pięści
| Wynik     | Bilans | Przeciwnik (bilans przed walką) | Rozstrzygnięcie                               | Runda | Czas | Rozgrywki                     | Data       | Miejsce  | Uwagi                                                                     |
| --------- | ------ | ------------------------------- | --------------------------------------------- | ----- | ---- | ----------------------------- | ---------- | -------- | ------------------------------------------------------------------------- |
| Przegrana | 5-1    | Wasyl Hałycz (4-1)              | TKO (przerwanie przez lekarza)                | 5     | 9:34 | Gromda 6: Zadyma vs. Vasyl    | 17.09.2021 | Pionki   | Wielki finał turnieju nr (II) Gromda, bonus za walkę wieczoru. Main Event |
| Wygrana   | 5-0    | Paweł Strzelczyk (1-0)          | RTD (poddanie walki – kontuzja ręki)          | 2     | 2:00 | Gromda 4: Miasto Grzechu      | 26.02.2021 | Pionki   | Turniej Gromda nr (II) – druga część – finał. Main Event                  |
| Wygrana   | 4-0    | Daniel Więcławski (1-0)         | DISQ (trzy ostrzeżenia za trzymanie)          | 5     | ?    | Gromda 4: Miasto Grzechu      | 26.02.2021 | Pionki   | Turniej Gromda nr (II) – druga część – półfinały                          |
| Wygrana   | 3-0    | Dominik Machlik (0-0)           | KO (cios lewy sierpowy na szczękę)            | 1     | ?    | Gromda 4: Miasto Grzechu      | 26.02.2021 | Pionki   | Turniej Gromda nr (II) – druga część – ćwierćfinały                       |
| Wygrana   | 2-0    | Rafał Łazarek (2-1)             | RTD (ciosy na tułów, poddanie przez narożnik) | 2     | ?    | Gromda 3: Tyson vs. Don Diego | 11.12.2020 | Pionki   | Superfight                                                                |
| Wygrana   | 1-0    | Wiktor Szadkowski (0-0)         | TKO (niezdolność do kontynuowania walki)      | 5     | 3:46 | Gromda 1                      | 06.06.2020 | Warszawa | Superfight                                                                |

Legenda: TKO – techniczny nokaut, KO – nokaut, DISQ – dyskwalifikacja, RTD – poddanie, WO – walkower (z różnych powodów np. nieprzystąpienie do walki z powodu kontuzji)

## Lista walk zawodowych w MMA
| Wynik     | Bilans | Przeciwnik (bilans przed walką) | Rozstrzygnięcie          | Runda | Czas | Rozgrywki                                  | Data       | Miejsce  | Uwagi |
| --------- | ------ | ------------------------------- | ------------------------ | ----- | ---- | ------------------------------------------ | ---------- | -------- | --- |
| Przegrana | 2-1-1  | Piotr Tyburski (1-1-1)          | Decyzja (jednogłośna)    | 1     | 5:00 | Fame 22: Ultimate                          | 31.08.2024 | Warszawa | Walka ćwierćfinałowa turnieju Fame MMA w limicie umownym -90 kg. W klatce rzymskiej 3m x 3m, dozwolone łokcie. |
| Wygrana   | 2-0-1  | Piotr Tyburski (0-0-1)          | TKO (kontuzja nogi)      | 1     | 2:23 | Fame 19: Tańcula vs. Ferrari               | 02.09.2023 | Kraków   | |
| Remis     | 1-0-1  | Piotr Tyburski (0-0)            | Remis (większościowy)    | 3     | 3:00 | Fame Friday Arena 1: Alberto vs. Kubańczyk | 21.07.2023 | Wrocław  | |
| Wygrana   | 1-0    | Alan Kwieciński (2-5)           | Decyzja (niejednogłośna) | 3     | 3:00 | Fame 18: Crusher vs. Ferrari               | 20.05.2023 | Łódź     | |

## Życie prywatne
Prywatnie, od 2018 jest mężem Alicji Gromadzkiej i ojcem Sary (ur. 9.07.2019). Aktualnie mieszka w Radzionkowie. Zawodnik działa w branży pogrzebowej i prowadzi na Śląsku własne zakłady pogrzebowe.